# Élection gouvernorale de 2020 au Delaware
L' élection gouvernorale de 2020 au Delaware a lieu le 3 novembre 2020 afin d'élire le gouverneur de l'État américain du Delaware.
Le gouverneur sortant démocrate John Carney est réélu avec 59 % des voix.

## Contexte
Le gouverneur sortant démocrate John Carney est candidat à un nouveau mandat après s'être imposé largement lors de la primaire du 15 septembre. Le même jour Julianne Murray est désignée candidate du Parti républicain. Les autres candidats sont le libertarien John Machurek ainsi que Kathy Dematteis, du Parti indépendant du Delaware.

## Système électoral
Le gouverneur du Delaware est élu pour un mandat de quatre ans au scrutin uninominal majoritaire à un tour.

## Primaire démocrate

### Candidats
- John Carney, gouverneur sortant
- David Lamar Williams Jr., activiste

### Résultats
| Candidat | Candidat                 | Voix    | %     |  |
| -------- | ------------------------ | ------- | ----- |  |
|          | John Carney              | 101 142 | 84,77 |  |
|          | David Lamar Williams Jr. | 18 169  | 15,23 |  |
|          |                          |         |       |  |
| Total    | Total                    | 119 311 | 100   |  |

## Primaire républicaine

### Candidats
- Colin Bonini, sénateur du Delaware
- David Bosco, chef d'entreprise
- David Graham
- Julianne Murray, avocate
- Bryant Richardson, sénateur du Delaware
- Scott Walker

### Résultats
| Candidat | Candidat          | Voix   | %     |  |
| -------- | ----------------- | ------ | ----- |  |
|          | Julianne Murray   | 22 819 | 41,15 |  |
|          | Colin Bonini      | 19 161 | 34,56 |  |
|          | Bryant Richardson | 4 262  | 7,69  |  |
|          | Scott Walker      | 3 998  | 7,21  |  |
|          | David Bosco       | 3 660  | 6,60  |  |
|          | David Graham      | 1 547  | 2,79  |  |
|          |                   |        |       |  |
| Total    | Total             | 55 447 | 100   |  |

## Autres partis et candidats
- John Machurek (Parti libertarien)
- Kathy DeMatteis (Parti indépendant du Delaware)

## Sondages
| Institut               | Date       | Échantillon | Carney (D) | Murray (R) | DeMatteis (I) | Machurek (L) | Autres/Indécis |
| ---------------------- | ---------- | ----------- | ---------- | ---------- | ------------- | ------------ | -------------- |
| Institut               | Date       | Échantillon |            |            |               |              | Autres/Indécis |
| University of Delaware | 27/09/2020 | 847         | 55 %       | 26 %       | 4 %           | 2 %          | 13 %           |

## Résultats
| Candidat                 | Candidat                 | Parti                    | Voix    | %     |
| ------------------------ | ------------------------ | ------------------------ | ------- | ----- |
|                          | John Carney              | Démocrate                | 292 903 | 59,46 |
|                          | Julianne Murray          | Républicain              | 190 312 | 38,63 |
|                          | Kathy DeMatteis          | Indépendant              | 6 150   | 1,25  |
|                          | John Machurek            | Libertarien              | 3 270   | 0,66  |
|                          |                          |                          |         |       |
| Votes valides            | Votes valides            | Votes valides            | 492 635 | 97,01 |
| Votes blancs et nuls     | Votes blancs et nuls     | Votes blancs et nuls     | 15 170  | 2,99  |
| Total                    | Total                    | Total                    | 507 805 | 100   |
| Abstention               | Abstention               | Abstention               | 231 765 | 31,34 |
| Inscrits / participation | Inscrits / participation | Inscrits / participation | 739 570 | 68,66 |